# Prangli
Prangli (deutsch Wrangelsholm, schwedisch Vrangö) ist eine estnische Insel etwa neun Kilometer vor dem nördlichen Festland im Finnischen Meerbusen in der Ostsee.

## Geografie

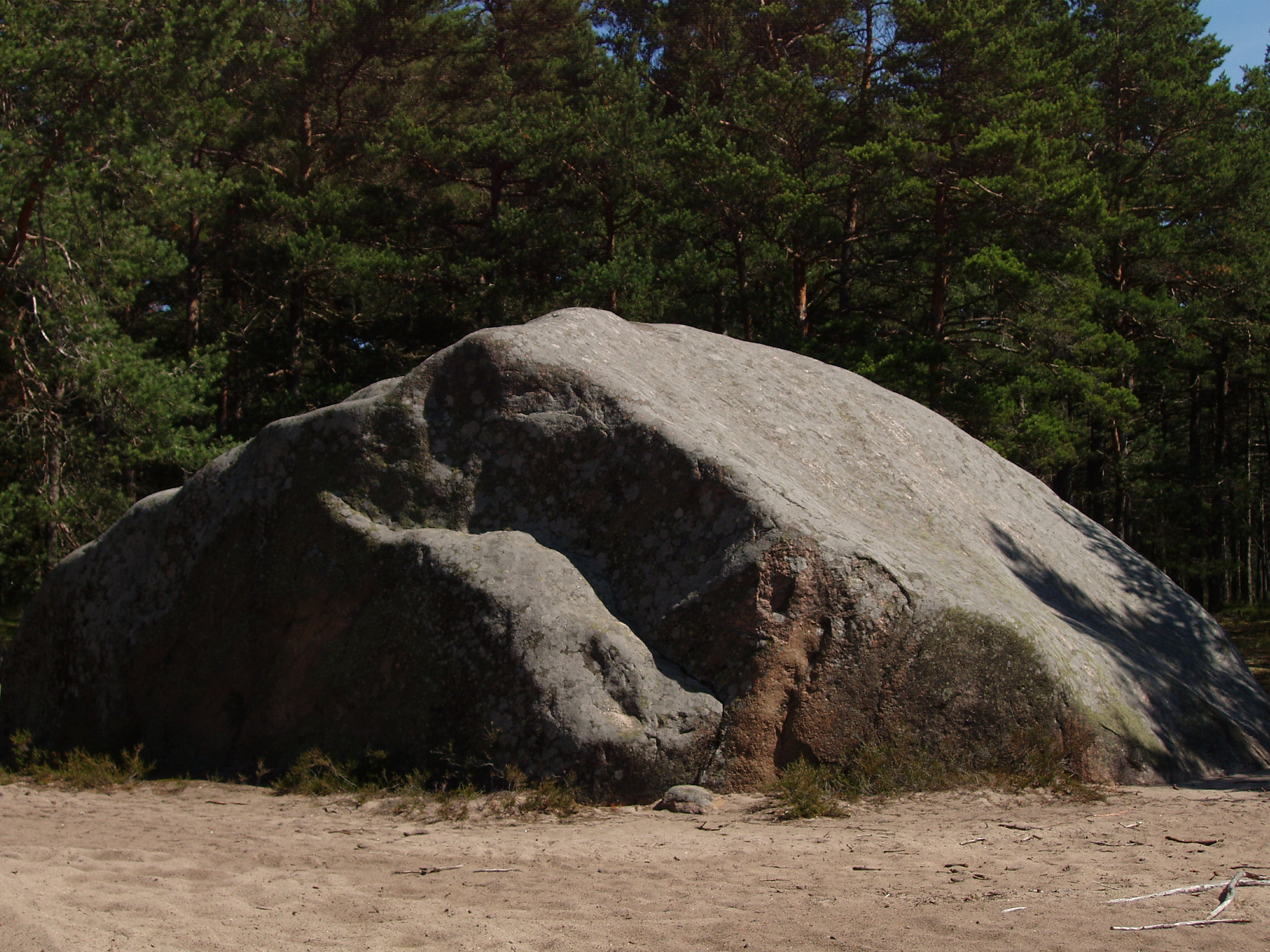
Punane kivi

Die Größe der Insel beträgt 6,44 km². In der Vegetation überwiegen vor allem im Osten der Insel Kiefern, die Windschutz bieten. Die höchste Erhebung liegt zirka neun Meter über dem Meeresspiegel. Auf der Insel liegt der Findling Punane kivi. 

## Geschichte
Prangli wurde urkundlich erstmals 1387 als Rango erwähnt. Die ersten Siedler waren schwedischsprachig, auch Finnen siedelten sich an und lebten vom Fischfang, von der Robbenjagd; im 20. Jahrhundert auch vom Wodka-Schmuggel.  Erst im 17. Jahrhundert wurde die Insel kulturell durch Esten beeinflusst.
Zu Beginn des 20. Jahrhunderts entdeckten Geologen auf Prangli und dem Nachbarinselchen Keri Erdgasquellen, die zwar genutzt werden konnten, auf Dauer jedoch instabil waren. Die Gasquelle auf Prangli dient noch immer zum Betreiben eines Grills im Park.
Im Zweiten Weltkrieg stürzte über der Insel ein deutsches Kampfflugzeug ab, dessen Pilot sich mit dem Fallschirm retten konnte. Die Bewohner halfen ihm zu überleben, dafür schenkte er ihnen den Fallschirm, der aus Fallschirmseide gearbeitet war. Aus diesem Stoff nähten sich zahlreiche Frauen ihre Brautkleider.
Im Sommer 1941 konfiszierten die russischen Truppen alle Schiffe der Fischer.
In der Zeit der Zugehörigkeit Estlands zur Sowjetunion durften die wenigen Bewohner der Insel dort wohnen bleiben, während alle anderen kleinen Inseln geräumt wurden und Teil des Grenzsystems waren. Überwiegend lebten die Pranglier vom Fischfang und hatten sogar eine Kolchose gegründet. Gleich am Hafen befand sich die Fischfabrik, in der meistens Dorsche verarbeitet wurden. Die Halle dient seit der staatlichen Selbstständigkeit als Kulturtreff und dort hat auch die Touristeninformation ihr Domizil. Geplant ist an dieser Stelle zwar seit längerem ein Neubau mit moderner Ausstattung, aber den Bewohnern „ist das Bauwerk ans Herz gewachsen“.
Prangli gehört im 21. Jahrhundert zur Gemeinde Viimsi. Derzeit leben dauerhaft 80 Menschen auf der Insel. Im Sommer liegt die Zahl der Einwohner bei etwa 151 Menschen. Vom Hafen Kelnase führt eine Fährverbindung nach Leppneeme auf dem Festland.

## Bauwerke
Auf Prangli befindet sich ein 1923 erbauter Leuchtturm, der mit Naturgas betrieben wurde und damit weltweit einzigartig war. Bereits nach wenigen Jahren wurde er auf Elektroenergie umgestellt. Seit den 1990er Jahren wird der Leuchtturm durch Solarzellen mit Energie versorgt.

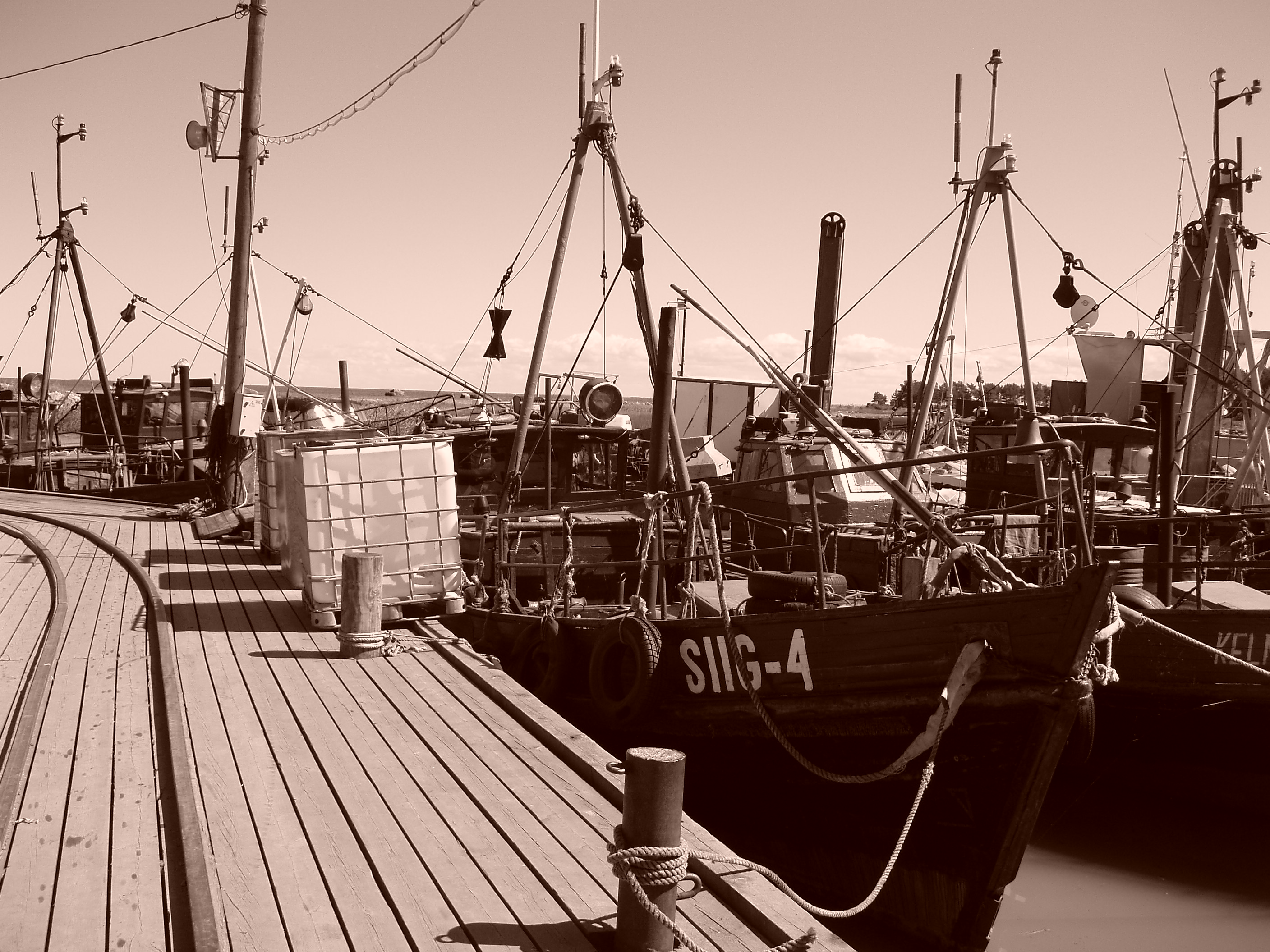
Hafen
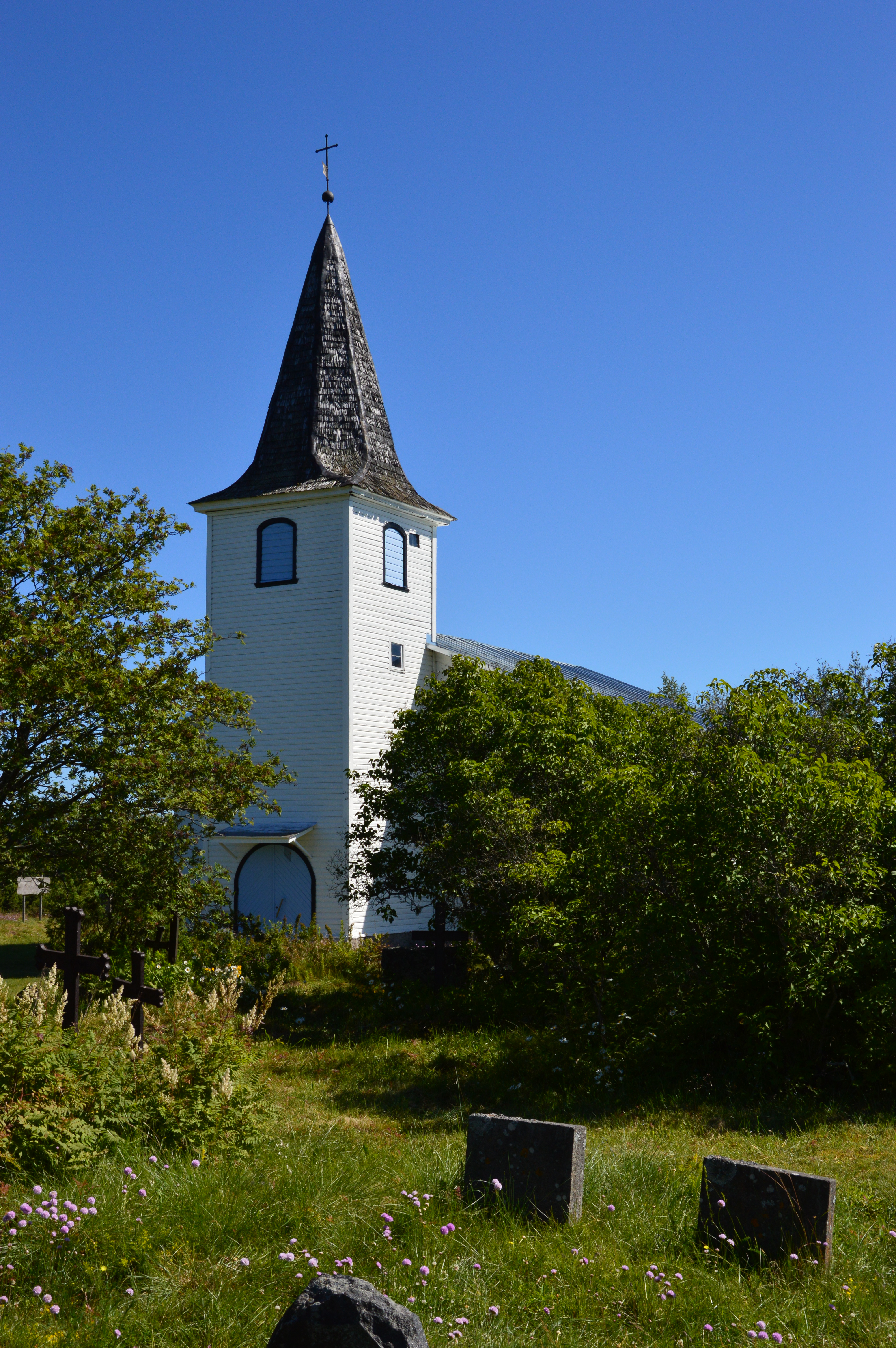
Kirche
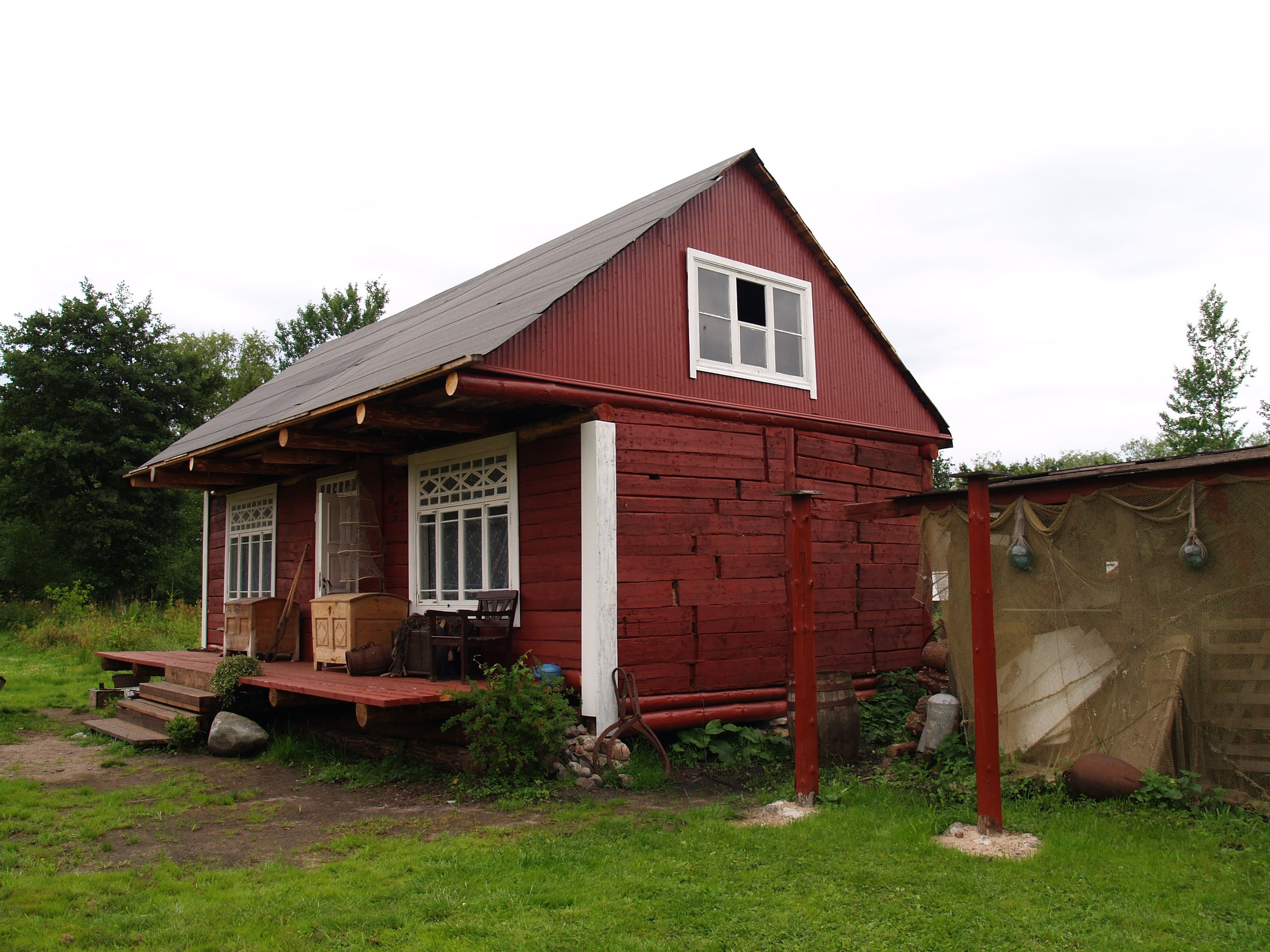
Museum
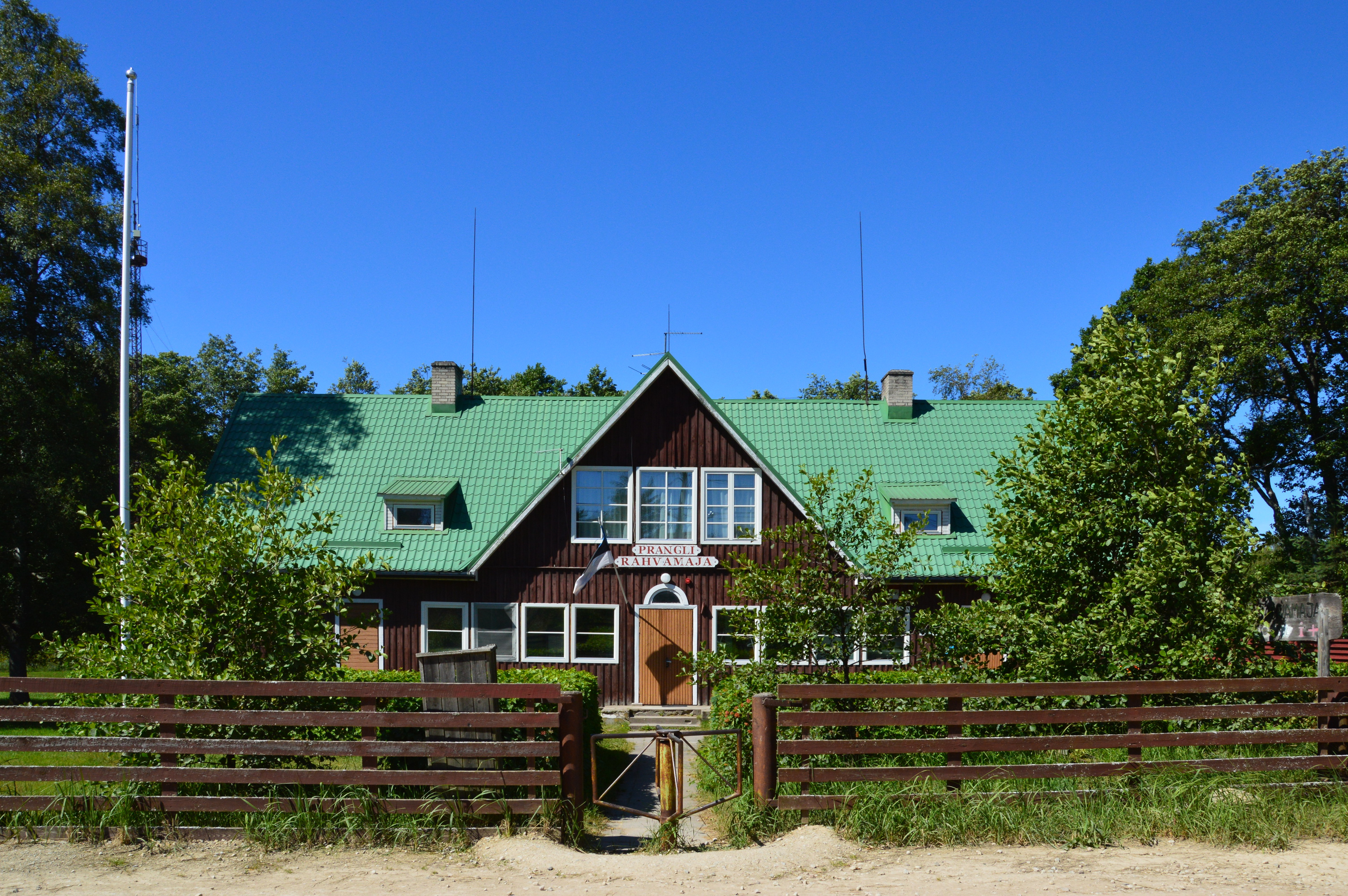
Volkshaus

Darüber hinaus gibt es eine Schule für die Kinder der Inselbewohner, in der sogar Fremdsprachenunterricht stattfindet.